# Академічна музика XXI століття
Академічна музика XXI століття — музика за сучасними класичними традиціями, яка створюється з 2000 року.
Збереглися елементи попереднього століття, зокрема постмодернізм, полістилізм та еклектика, які включають елементи всіх музичних стилів, незалежно від того, класичні вони чи ні. Це стирає межі між різними музичними жанрами. Серед важливих впливів — рок, поп, джаз та танцювальні традиції. Поєднання класичної музики та мультимедіа — ще одна помітна практика XXI століття; Інтернет, поряд з відповідними технологіями, є важливими ресурсами. Змінюється і ставлення до композиторів.

## Загальна характеристика
Академічна музика XXI століття продовжує тенденції останньої чверті XX століття у тому числі напрями полістилізму та еклектики, і часто включає елементи всіх характерних музичних стилів незалежно від їх приналежності до академічного музичного мистецтва. Також академічна музика (насамперед — західна) характеризується послабленням відмінностей між музичними жанрами та відсутністю єдиного переважаючого напряму. При цьому найважливішими атрибутами академічної (або «серйозної», класичної в широкому розумінні) музики залишається естетичне (а не побутове) призначення, автономність (а не прикладний характер), концепційність змісту, основні жанрові типи — опера, симфонія, концерт, великі хорові жанри, камерна музика.
На думку низки мистецтвознавців та музикантів, початок ХХІ століття в академічному музичному мистецтві також характеризується глибокою художньою кризою зниженням інтересу публіки до творчості академічних композиторів, застоєм втративших апріорну новизну авангардних напрямів, тривалим пошуком та відсутністю значущих нових тенденцій, переходом від самого поняття музики в її звичайному розумінні до так званого саунд-арту — звукового мистецтва, де на першому плані стоїть створення звукових ландшафтів, звукового дизайну, графічна та видовищна складова.
Помітний вплив на академічну музику в XXI столітті надають, у тому числі, сучасні технології, включаючи Інтернет, VST і як наслідок — можливості та простота поєднання електронного та «живого» звучання.

## Стилі і напрями
Полістилістика, що характеризується поєднанням елементів різноманітних музичних жанрів та композиторських технік в єдиному творі, стає все більш поширеним явищем музики XXI століття,. У жовтні 2009 року журнал BBC Music Magazine провів опитування серед європейських та американських композиторів про останні тенденції у західній класичній музиці. На думку, виявленому під час опитування, «невизначена стилістика не сприяє розвитку мистецтва, і індивідуальний стиль слід заохочувати». В опитуанні взяли участь Браян Ферніхоу, Майкл Найман, Джон Адамс, Джонатан Харві, Джуліан Андерсон, Джон Тавенер. Роботи кожного з цих авторів є різними аспектами музики XXI століття, але всі ці композитори дійшли висновку: «сучасна музика надто різноманітна, щоб її можна було класифікувати». Зокрема, французький композитор Дютійє заявив, що «зараз немає поділу на серйозну та популярну музику, є лише гарна чи погана». Продовжують набирати чинності розрізнені тенденції до повернення функціональної гармонії, що лежить в основі музичних творів — неотоналізм (или пантонализм).
Для композиторів США характерним є звернення композиторів до музики різних народів світу. Наприклад, Ла Монте Янг з Маріан Зазеела заснували ансамбль, який виконує індійську класичну музику і поєднує традиції західної та індійської класичної музики. Джеймс Макміллан пише в традиціях шотландська народної музики, а Роман Туровський-Савчук пише музику в традиціях українського бароко.
В Євразії популярними є релігійні мотиви, зокрема в творчості A. Пярта, С. Губайдуліної, В. Сильвестрова, В.Степурка та інших. Тан Дун у своїх роботах намагається з'єднати буддистську, християнську та інші культури Джон Тавенер черпав натхнення у східному містицизмі та музиці Православної Церкви.